# Ulica Franciszka Walczaka w Gorzowie Wielkopolskim
Ulica Franciszka Walczaka w Gorzowie Wielkopolskim /do 1945 Friedeberger Straße/ – jedna z najważniejszych i najdłuższych arterii w Gorzowie Wielkopolskim. Jej głównym zadaniem jest wyprowadzenie ruchu ze Śródmieścia, Osiedla Dolinki i Górczyna w kierunku Gdańska. Trasa na odcinku od Ronda Ofiar Katynia do biurowca Stilonu, a także od Ronda Gdańskiego do granic miasta posiada dwa pasy ruchu w jednym kierunku. W przyszłości planowana jest rozbudowa o drugi pas ruchu na odcinku od biurowca Stilonu do Ronda Gdańskiego. Na odcinku od Ronda Gdańskiego do granic miasta biegnie szlakiem drogi krajowej nr 22.
W latach 2016–2017 dokonano przebudowy ulicy na odcinku od ul. Jagiełły do ul. Piłsudskiego. W miejscu skrzyżowania z ul. Jagiełły wybudowano pierwsze w Gorzowie rondo turbinowe. W 2018 przebudowano torowisko tramwajowe oraz wybudowano ścieżkę rowerową na odcinku od biurowca Stilonu do Ronda Gdańskiego. 23 lipca 2018 wybrano wykonawcę przebudowy ostatniego fragmentu ulicy - od Ronda Gdańskiego do granic miasta wraz z przebudową i przedłużeniem linii tramwajowej do ul. Fieldorfa-Nila.

## Znaczenie
Trasa łączy ze sobą Śródmieście z gęsto zaludnionymi częściami miasta: Osiedlem Dolinki i Górczynem. Zapewnia dojazd do ZWCh Stilon oraz do zakładów Silwany. Razem z ulicami: Pomorską, Podmiejską, Zawackiej (dawna Bierzarina), Piłsudskiego i Górczyńską, ulica Walczaka stanowi jedną z głównych osi komunikacyjnych tej części miasta. Od 1955 kursują wzdłuż ulicy tramwaje.

## Nazwa
14 czerwca 1945 dawna Friedeberger Straße otrzymała jako patrona Franciszka Walczaka –  22-letniego milicjanta, pierwszego funkcjonariusza Milicji Obywatelskiej zabitego w zdobytym Gorzowie Wielkopolskim. Ulica Franciszka Walczaka była pierwszą gorzowską ulicą, która otrzymała polską nazwę.

## Obiekty
Ważniejsze obiekty i instytucje znajdujące się przy ul. Franciszka Walczaka:
- Kościół św. Stanisława Kostki
- Hotel "U Marii"
- Osiedle "Willa Park"
- Gorzowska Lecznica Specjalistyczna
- Kościół Św. Trójcy
- Park Kopernika
- Hotel Gorzów
- Cmentarz Radziecki
- Biurowiec Stilonu
- Wyższa Szkoła Biznesu
- Szpital psychiatryczny
- Dawny cmentarz komunalny
- Osiedle "Magnolia Park"
- Jednostka Ratowniczo-Gaśnicza PSP nr 1
- Powiatowy Urząd Pracy
- Biurowiec Spartherm